# Apresentação no Templo (Tintoretto)
Apresentação no Templo é um pintura a óleo sobre tela 1554-1556 de Tintoretto, pintada para a Igreja de Santa Maria dei Crociferi e agora na Accademia, em Veneza. Foi encomendado pela Scuola dei Bottari, que é referenciada por um pequeno barril ou botte nos degraus abaixo do altar.